# 米罗斯瓦夫·汉德克
米罗斯瓦夫·汉德克（波蘭語：Mirosław Handke，1946年3月19日—2021年4月22日），波兰化学家、政治人物，前教育部长。

## 生平
1946年生于莱什诺。1969年毕业于亞捷隆大學。1974年在克拉科夫AGH科技大学取得博士学位，此后留校任教，1993年至1997年担任校长。1997年至2000年担任波兰教育部长。他是1999年波兰教育体制改革的发起者。
2021年4月22日逝世。